# Hôtel de Mercy-Argenteau
L'hôtel de Mercy-Argenteau est un hôtel particulier situé sur le boulevard Montmartre à Paris.

## Localisation
L'hôtel de Mercy-Argenteau est situé au 16 bis, boulevard Montmartre, dans le 9e arrondissement de Paris, en France.

## Historique
Cet hôtel particulier a été construit en 1778 par l'architecte Firmin Perlin pour le banquier Jean-Joseph de Laborde. Il le revendit aussitôt à l'un de ses amis le plus proche, le comte de Mercy-Argenteau, ambassadeur impérial à Paris de 1766 à 1790, qui lui a donné son nom. C'est l'une des premières maisons bâties sur le boulevard, et l'une des très rares conservées, avec l'hôtel de Montholon construit par François Soufflot le Romain. L'hôtel fut vendu sous la Révolution française et perdit alors une grande partie de son jardin et ses communs. 
Sous la Restauration, de 1827 à 1829, le principal corps de logis, qui avait déjà été augmenté d'ailes en retour le long des mitoyens, fut surélevé de trois étages, transformant l'hôtel en un immeuble de rapport de six étages. Pour ne pas rompre l'enfilade des salons de l'étage noble, alors occupé par un cercle mondain, le Grand Cercle, la distribution des étages supérieurs se fit par deux escaliers situés aux extrémités de la parcelle, reliés à chaque étage par de longues coursives éclairées zénithalement par des puits de lumière. Cette distribution originale enjambant le bel étage a permis de créer dans les étages supérieurs des appartements de tailles très différentes. 
En 1890, une vaste salle des fêtes (dite salle à manger) a été créée au-dessus de la cour. Elle est attribuée à Charles Garnier dans la mesure où les plans du permis de construire sont signés de l'architecte Fernoux. La longue façade comprend onze travées avec un avant-corps central en léger ressaut de trois travées. L'hôtel ne comportait à l'origine que deux étages. Il a conservé un vestibule monumental, un escalier d'honneur éclairé par un lanterneau et, au bel étage, un salon de style Louis XVI orné de colonnes d'ordre corinthien ainsi que l'ancienne salle des fêtes. L'hôtel de Mercy-Argenteau a été la résidence des compositeurs Boieldieu et Rossini.
L'hôtel est partiellement inscrit au titre des monuments historiques le 11 avril 1958.
Le monument a fait l'objet d'une restructuration entre 2009 et 2012 par le cabinet d'architectes DTACC. Bien que les parties classées du premier étage aient été conservées, les planchers ont été partiellement démolis et une nouvelle façade a été créée au rez-de-chaussée sur le boulevard. 
Le bâtiment a accueilli entre 2013 et 2019 le siège de Mozilla à Paris. L'entreprise utilisait ces locaux pour le développement de Firefox, Rust, Servo et d'autres projets. De nombreux évènements autour d'Internet ou du logiciel libre avaient lieu régulièrement dans ces bureaux. 
À partir de 2024, l'École des Arts Joaillers de Van Cleef & Arpels y propose des expositions temporaires consacrées aux bijoux et parures. 

## Photos

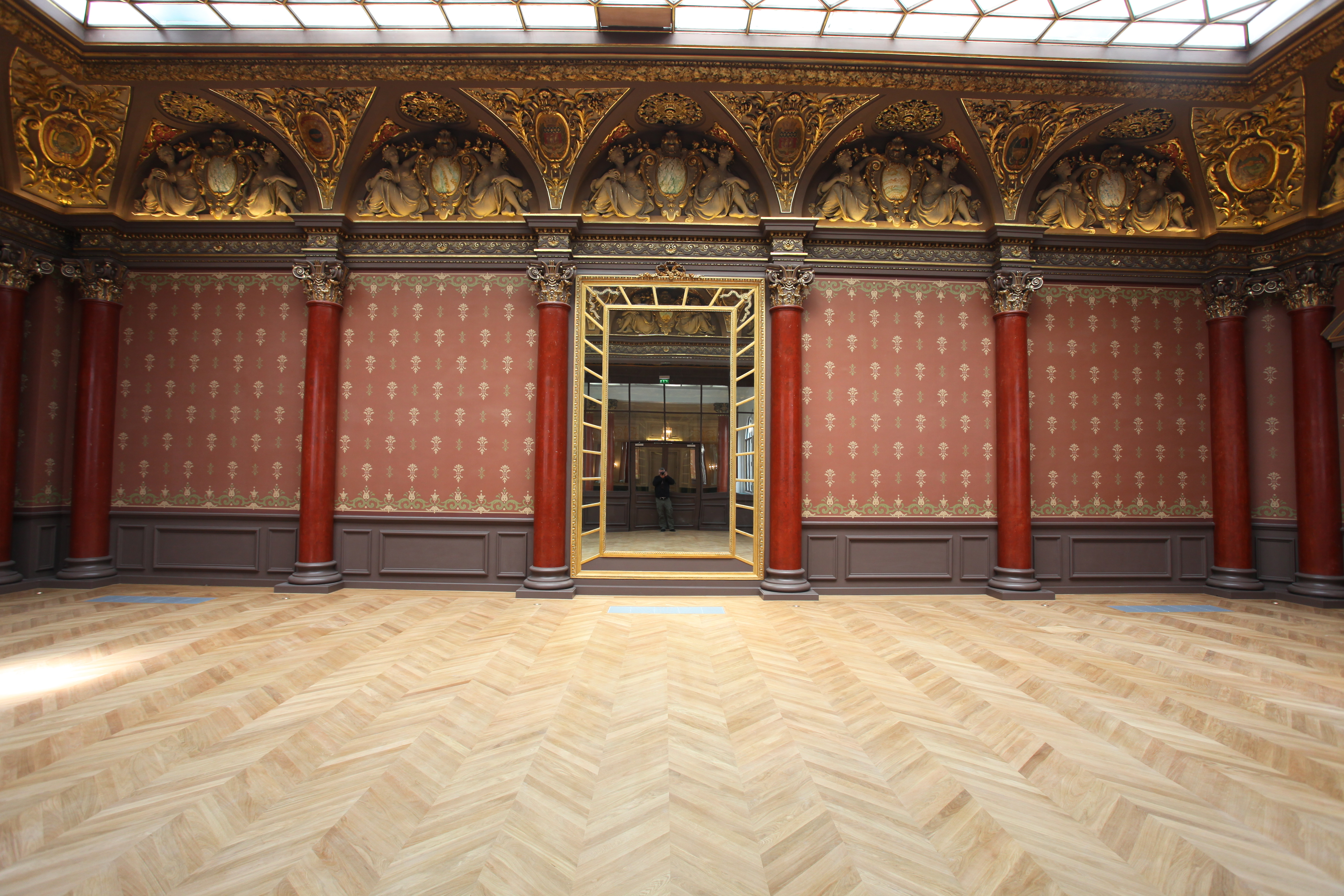
Hotel de Mercy-Argenteau - salle des fêtes vue du vestibule.
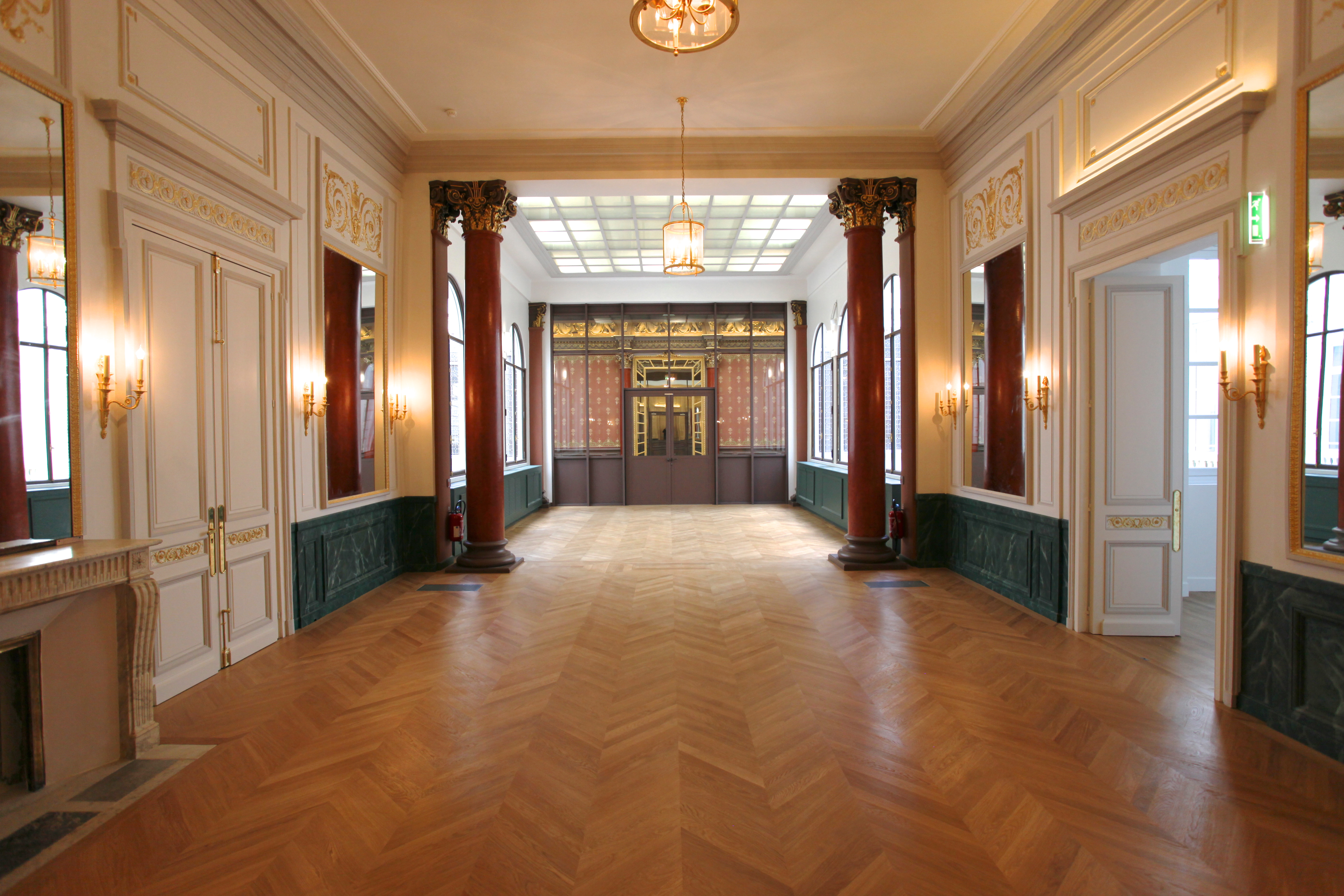
Hotel de Mercy-Argenteau - vestibule menant à la salle des fêtes.
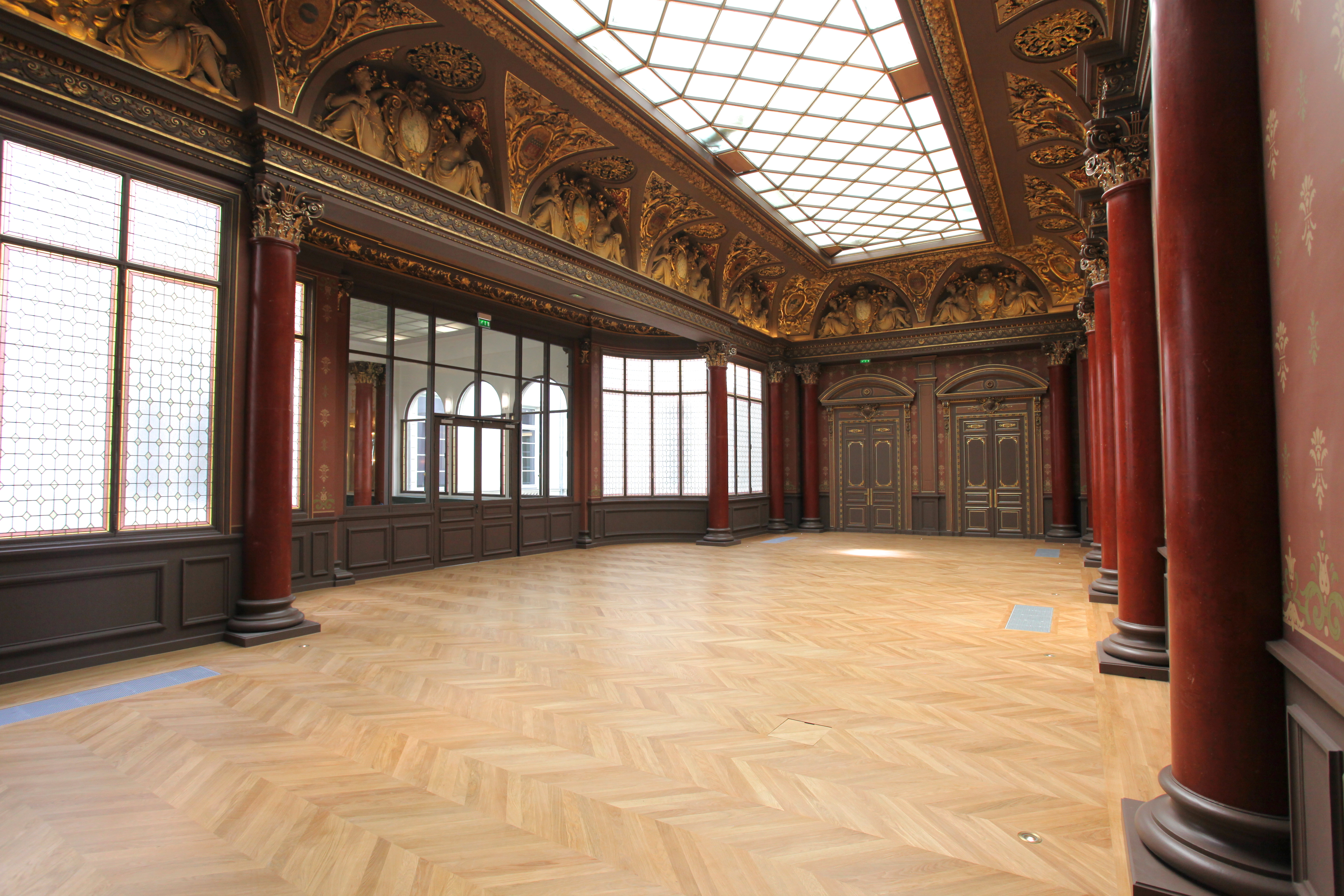
Hotel de Mercy-Argenteau - salle des fêtes.
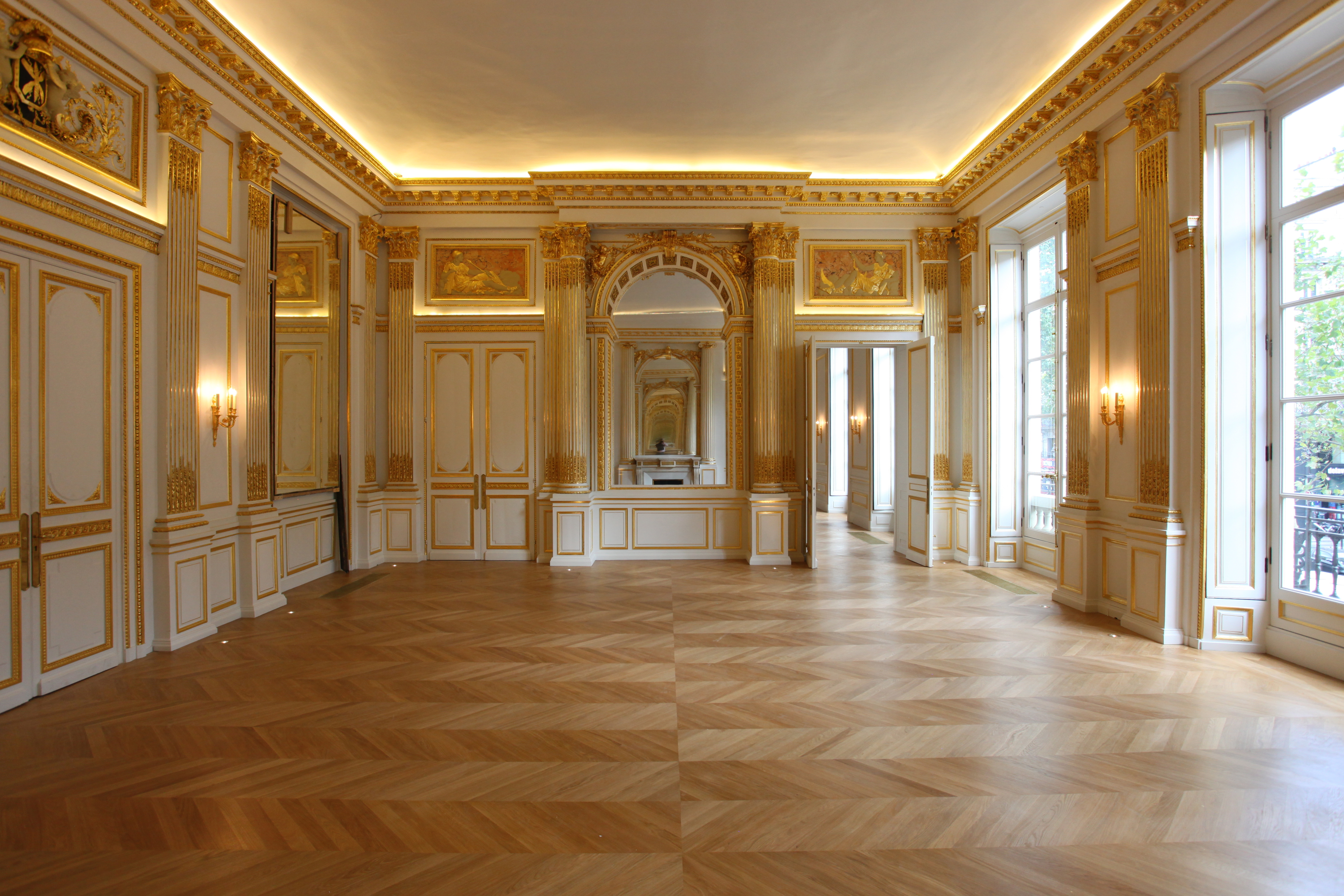
Hotel de Mercy-Argenteau - grand salon, vue vers l'est.
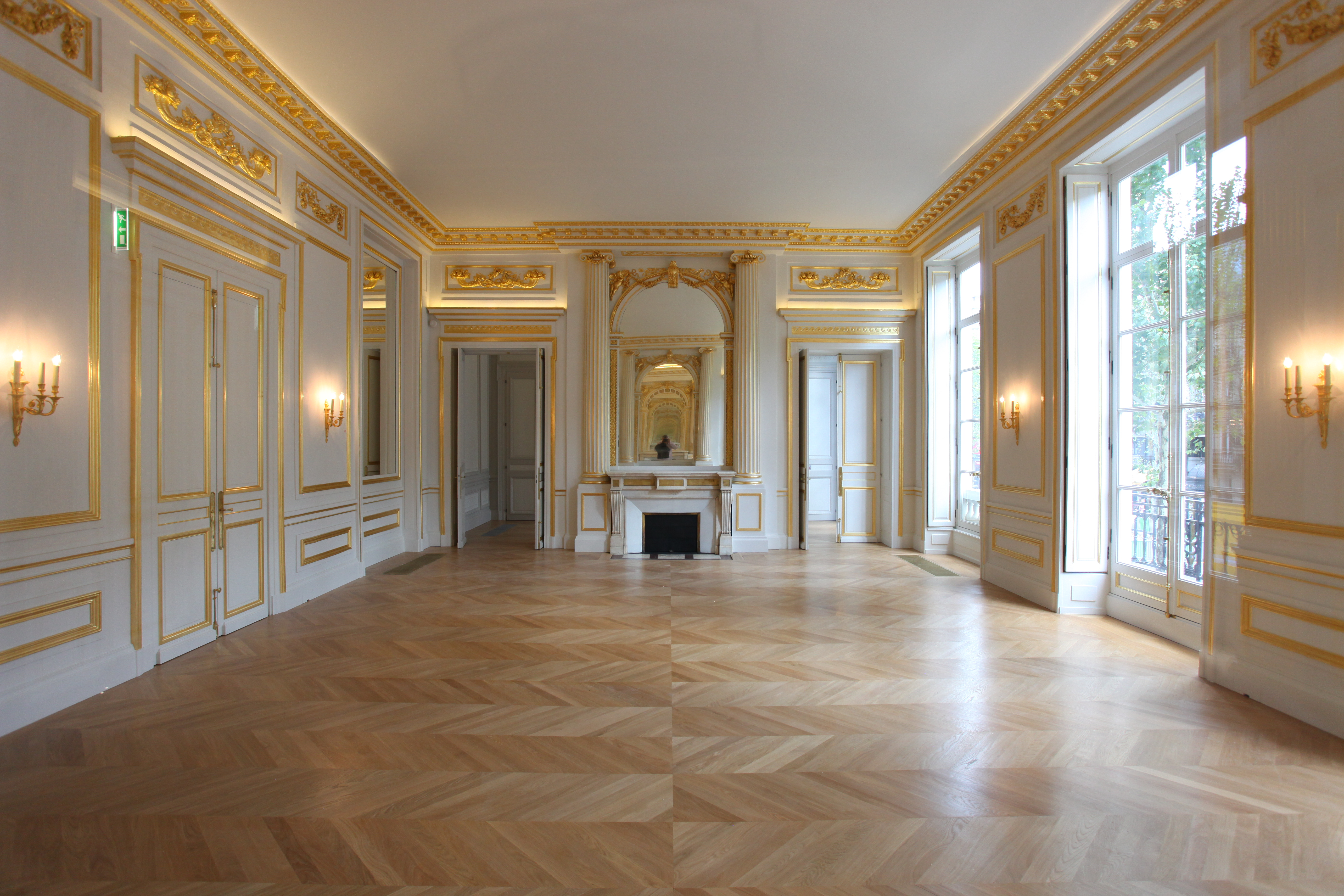
Hotel de Mercy-Argenteau - salon jouxtant le grand salon.
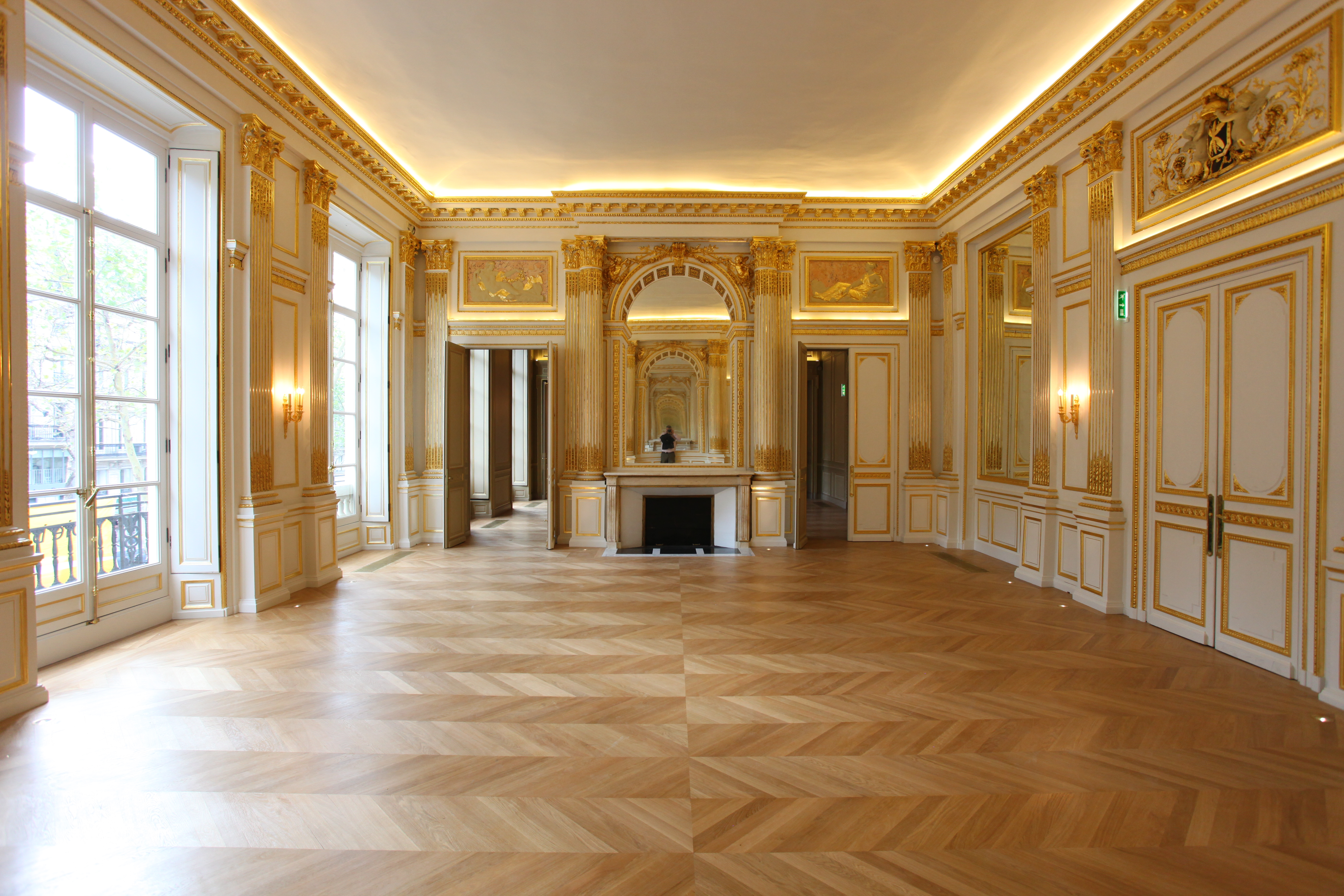
Hotel de Mercy-Argenteau - grand salon en direction de l'ouest.